# Vyšehněvice

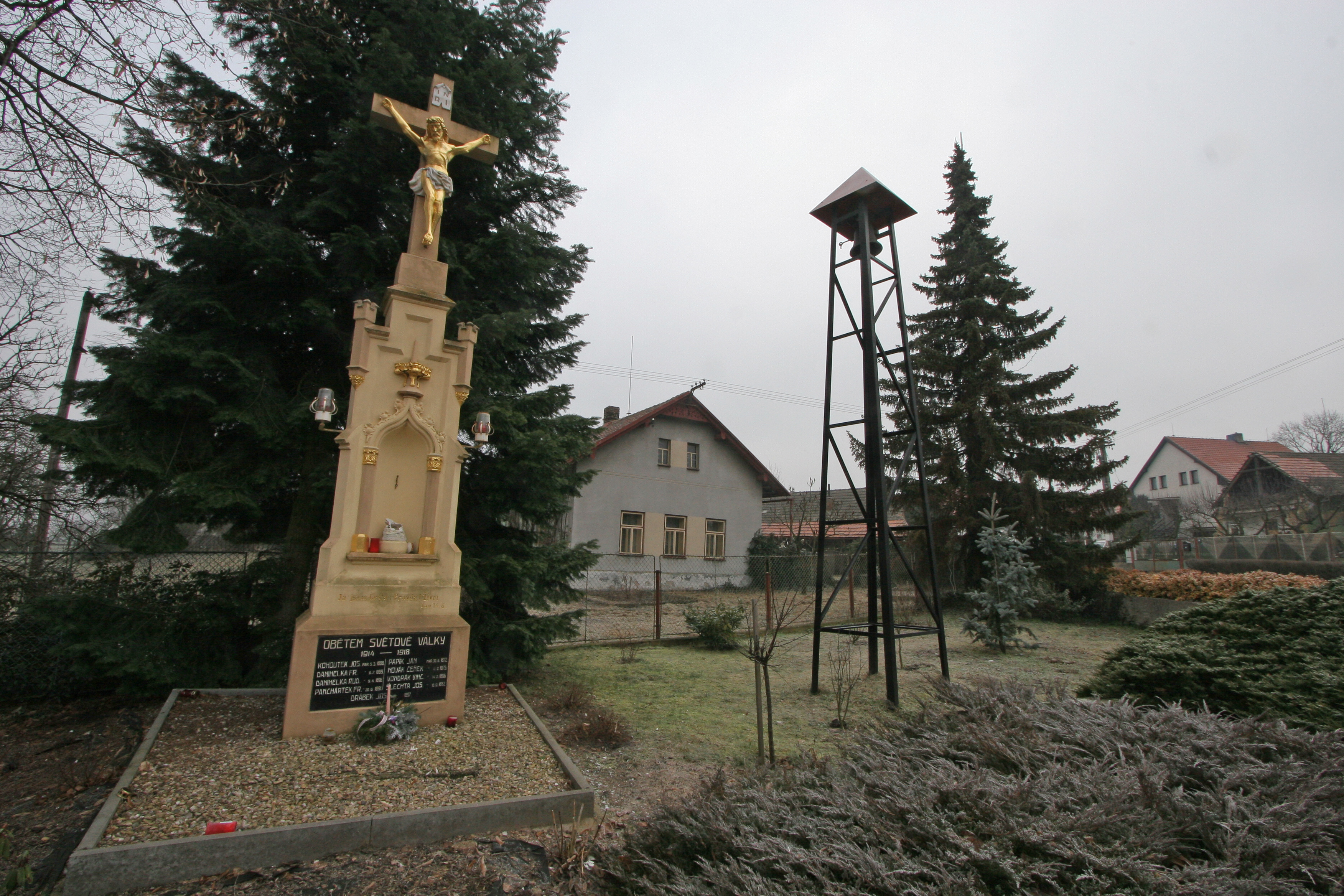
Kreuz und Dorfglocke

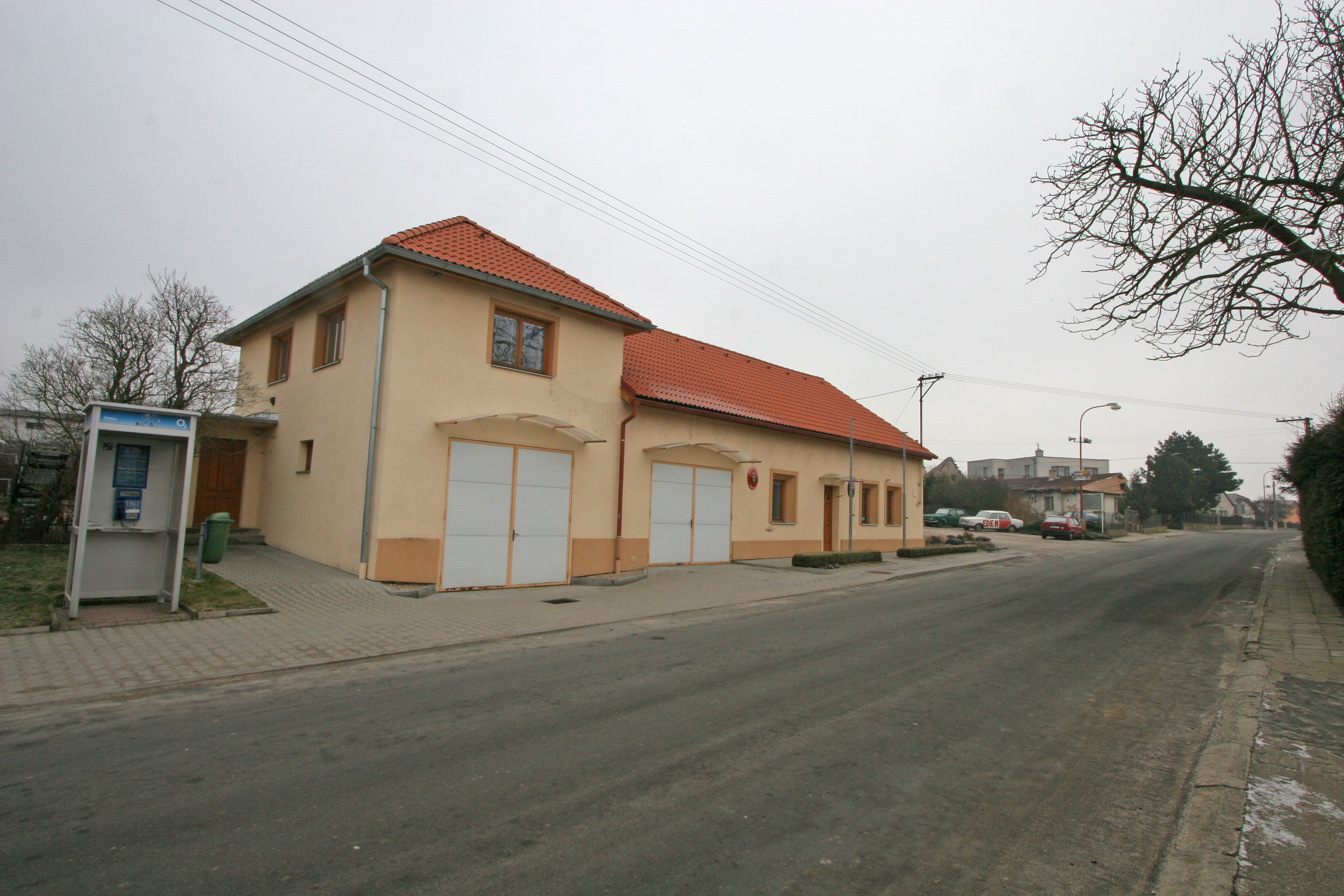
Gemeindeamt

Vyšehněvice (deutsch Wischeniowitz, auch Wischenowitz) ist eine Gemeinde in Tschechien. Sie liegt 16 Kilometer nordwestlich des Stadtzentrums von Pardubice und gehört zum Okres Pardubice.

## Geographie
Vyšehněvice befindet sich auf einer im Norden und Westen vom Bach Sopřečský potok umflossenen Anhöhe der Dobřenická plošina (Dobrzenitzer Hochfläche). Im Ort entspringt der Bach Vyšehněvický potok. Gegen Südwesten liegt der Teich Sopřečský rybník. Nördlich des Dorfes verläuft die Staatsstraße I/36 zwischen Nové Město und Lázně Bohdaneč.
Nachbarorte sind Třídeň, Ve Střídmí und Kasaličky im Norden, Kasalice und Rohovládova Bělá im Nordosten, Bukovka und Na Samotě im Osten, Neratov und Vlčí Habřina im Südosten, Břehy im Süden, Semín und Sopřeč im Südwesten, Vápno und Žáravice im Westen sowie Amerika, Malé Výkleky und Voleč im Nordwesten.

## Geschichte
Die erste urkundliche Erwähnung des Dorfes erfolgte im Jahre 1342. Die im Ort befindliche Feste war der Stammsitz der Vladiken von Vyšeňovice. Erste bekannte Besitzer waren die Brüder Mareš und Jan von Vyšeňovice, die 1403 das Kaplanat in Bělá gründeten. Im Jahre 1404 überschrieben sie der Kirche in Turkovice eine Hufe Feld in Turkovice sowie Einkünfte aus Sušiny. Mareš von Vyšeňovice überließ dem Kaplanat Bělá 1408 noch Einkünfte aus Voleč. Bei der Güterteilung von 1411 erhielt Jan das Gut Vyšeňovice, während Mareš das Gut Sušiny einschließlich der Ansprüche der Turkovicer Kirche übernahm. Im Laufe der Zeit wechselten die Besitzer des Gutes mehrfach. Im Jahre 1538 erwarb Johann von Pernstein die Feste Vyšeňovice und schloss das Gut an seine Herrschaft Pardubitz an. Johann von Pernstein hinterließ 1548 seinem Sohn Jaroslav hohe Schulden. Im Jahre 1558 wurde die Feste Vyšeňovice als wüst bezeichnet. Am 21. März 1560 veräußerte Jaroslav von Pernstein die gesamte Herrschaft Pardubitz an König Ferdinand I. Dessen Nachfolger Maximilian II. übertrug die Verwaltung der königlichen Herrschaften der Hofkammer. Die Hofkammer ließ die Herrschaft Pardubitz durch ein System von 24 Rychta (Scholtiseien) neu organisieren. Im Jahre 1588 übte der Rychtář in Živanice die niedere Gerichtsbarkeit für Vyšeňovice aus. Noch im 18. Jahrhundert waren die Reste der Befestigungsanlagen deutlich sichtbar. In den 1770er Jahren begann der Bauer Johann Markalaus mit der Beseitigung der auf seinem Grund gelegenen Burgruine, dabei wurden Münzen, Töpfe, Waffen, goldene Knöpfe und Kacheln mit Heiligenbildern gefunden.
Im Jahre 1835 bestand das im Chrudimer Kreis gelegene Dorf Wischeniowitz bzw. Wysseňowice aus 33 Häusern, in denen 298 Personen, darunter drei protestantische und zwei jüdische Familien, lebten. Die Reste der Feste waren abgetragen, der Platz eingeebnet und mit der Umgebung in einen Obst-, Gemüse- und Blumengarten umgewandelt. An der Ostseite des Dorfes standen vier sehr alte Linden um ein Holzkreuz. In der Nähe des Dorfes wurde ein Kalksteinbruch betrieben. Pfarrort war Biela. Bis zur Mitte des 19. Jahrhunderts blieb Wischeniowitz der k.k. Kameralherrschaft Pardubitz untertänig.
Nach der Aufhebung der Patrimonialherrschaften bildete Višnějovice ab 1849 eine Gemeinde im Gerichtsbezirk Přelauč. Kaiser Franz Joseph I. verpfändete die k. k. Kameralherrschaft Pardubitz im Jahre 1855 als Staatsschuldverschreibung an die Oesterreichische Nationalbank, die die Herrschaft am 25. Juni 1863 an die k. k. privilegierte Österreichische Credit-Anstalt für Handel und Gewerbe verkaufte. 1866 kaufte der Großindustrielle Heinrich Drasche die Grundherrschaft Pardubitz. Ab 1868 gehörte die Gemeinde zum Bezirk Pardubitz. 1869 hatte Višnějovice 365 Einwohner und bestand aus 50 Häusern. Am 18. Juni 1881 kaufte Richard von Drasche-Wartinberg für 2.080.000 Gulden die Grundherrschaften Pardubitz und Kunětická Hora aus der väterlichen Erbmasse. Zum Ende des 19. Jahrhunderts führte die Gemeinde den Namen Vyšeňovice, danach wurde Višeňovice t. Višnějovice als Gemeindename verwendet. Im Jahre 1900 lebten in Višeňovice t. Višnějovice 380 Menschen, 1910 waren es 376. 1904 wurde durch eine bäuerliche Gesellschaft eine Brennerei errichtet. Nach der Gründung der Tschechoslowakei wurde im Zuge der Bodenreform von 1920 der Großgrundbesitz der Familie Drasche-Wartinberg konfisziert und aufgeteilt. 1924 wurde der Gemeindename in Vyšehněvice geändert. 1930 hatte die Gemeinde 321 Einwohner. Im Jahre 1949 wurde Vyšehněvice dem Okres Přelouč zugeordnet, seit 1960 gehört die Gemeinde wieder zum Okres Pardubice. Beim Zensus von 2001 lebten in den 73 Häusern von Vyšehněvice 231 Personen.

## Sehenswürdigkeiten
- Dorfglocke und steinernes Kreuz mit Gedenktafel für die Gefallenen des Ersten Weltkrieges, am Abzweig der Straße nach Vlčí Habřina